# Kishō Taniyama
Kishō Taniyama (谷山 紀章 Taniyama Kishō?,  Ube, Prefectura de Yamaguchi, 11 de agosto de 1975) es un actor de voz, cantante y compositor japonés, afiliado a Ken Production. Taniyama es el vocalista y compositor de la banda de rock Granrodeo, en la cual aparece bajo el nombre artístico de Kishow. También es el doblador oficial del personaje de Fred Jones en la franquicia de Scooby-Doo.

## Biografía
Taniyama nació el 11 de agosto de 1975 en la ciudad de Ube, Yamaguchi, hijo de Yasunori y Ki Taniyama. Tiene dos hermanos menores. Durante la escuela secundaria, Taniyama era miembro del club de atletismo y compitió en varios torneos prefecturales en la división de carreras. Se interesó en la industria de la actuación de voz tras ver una película animada del manga Akira. En 1994, Taniyama se trasladó a Tokio después de graduarse de la secundaria e ingresó a la Yoyogi Animation Academy, una escuela vocacional para seiyūs. En 1995, se unió a la agencia Ken Production, y debutó como actor de voz con un papel secundario en la serie Legend of the Galactic Heroes. En 2012, durante la sexta edición de los Seiyū Awards, el grupo STARISH ganó el "Premio al mejor cantante". Este grupo es del popular juego y anime Uta no Prince-sama. El mismo está conformado por él, Takuma Terashima, Kenichi Suzumura, Hiro Shimono, Mamoru Miyano y Junichi Suwabe.

## Filmografía

### Anime
| Año  | Título                                                           | Papel                        | Notas                                               |  |
| ---- | ---------------------------------------------------------------- | ---------------------------- | --------------------------------------------------- |  |
| 1994 | Captain Tsubasa                                                  | Leo                          |                                                     |  |
| 1997 | The King of Braves GaoGaiGar                                     | Nail                         |                                                     |  |
| 1998 | Sexy Commando Gaiden: Sugoi yo!! Masaru-san                      | Kawashima                    |                                                     |  |
| 1999 | Omishi Magical Theater Risky Safety                              | Wakatake                     |                                                     |  |
| 2000 | Hand Maid May                                                    | Juliano                      |                                                     |  |
| 2001 | One: Kagayaku Kisetsu e                                          | Kōhei Orihara                | OVA                                                 |  |
| 2001 | X                                                                | Daisuke Saiki                |                                                     |  |
| 2001 | Captain Tsubasa Road to 2002                                     | Luciano Leo                  |                                                     |  |
| 2002 | Digimon Frontier                                                 | Yutaka Himi                  |                                                     |  |
| 2002 | SaiKano                                                          | Take, Takamura               |                                                     |  |
| 2002 | Shrine of the Morning Mist                                       | Kishino                      |                                                     |  |
| 2002 | Getbackers                                                       | Ma                           |                                                     |  |
| 2002 | Kiddy Grade                                                      | Perkin                       |                                                     |  |
| 2002 | Weiß Kreuz Glühen                                                | Sagiri                       |                                                     |  |
| 2003 | Ashita no Nadja                                                  | Hermano de B                 |                                                     |  |
| 2003 | Zatch Bell                                                       | Albert                       |                                                     |  |
| 2003 | Kimi ga Nozomu Eien                                              | Narumi Takayuki              |                                                     |  |
| 2003 | Bottle Fairy                                                     | Sensei-san                   |                                                     |  |
| 2003 | R.O.D -The TV-                                                   | Staff man                    |                                                     |  |
| 2003 | Bobobo                                                           | Shou Mei                     |                                                     |  |
| 2004 | Monkey Turn                                                      | Kazumi Kono                  |                                                     |  |
| 2004 | Daphne in the Brilliant Blue                                     | Twink                        |                                                     |  |
| 2004 | Midori no Hibi                                                   | Seiji Sawamura               |                                                     |  |
| 2004 | Doki Doki School Hours                                           | Joji Seki                    |                                                     |  |
| 2004 | Tetsujin 28-gō                                                   | Trabajador                   |                                                     |  |
| 2004 | Duel Masters Charge                                              | Oasis                        |                                                     |  |
| 2004 | DearS                                                            | Takeya Ikuhara               |                                                     |  |
| 2004 | Monkey Turn V                                                    | Kazumi Kono                  |                                                     |  |
| 2004 | Bōken Ō Beet                                                     | Lambert                      |                                                     |  |
| 2004 | MegaMan NT Warrior                                               | Swallowman                   |                                                     |  |
| 2004 | Tactics                                                          | Takahashi                    |                                                     |  |
| 2004 | Haruka: Beyond the Stream of Time: A Tale of the Eight Guardians | Tengu                        |                                                     |  |
| 2004 | Bleach                                                           | Kazeshini                    |                                                     |  |
| 2005 | MÄR                                                              | Stanley                      |                                                     |  |
| 2005 | La Ley de Ueki                                                   | B.J.                         |                                                     |  |
| 2005 | Best Student Council                                             | Ryuuheita Iwazakura          |                                                     |  |
| 2005 | Zoids Genesis                                                    | Ron Mangan                   |                                                     |  |
| 2005 | Petopeto-san                                                     | Jeremy Moriguchi             |                                                     |  |
| 2005 | MegaMan NT Warrior                                               | Swallowman                   |                                                     |  |
| 2005 | Canvas 2: Niji Iro no Sketch                                     | Shintaro Yanagi              |                                                     |  |
| 2005 | Lamune                                                           | Kenji Tomosaka               |                                                     |  |
| 2005 | Major                                                            | Akutsu, Hayashida            |                                                     |  |
| 2006 | Renkin 3-kyuu Magical? Pokahn                                    | Hyouga                       |                                                     |  |
| 2006 | Nishi no Yoki Majo                                               | Eusis Roland                 |                                                     |  |
| 2006 | Tona-Gura!                                                       | Yuki Kogoro                  |                                                     |  |
| 2006 | La Corda d'Oro                                                   | Len Tsukimori                |                                                     |  |
| 2006 | Tokimeki Memorial Only Love                                      | Ichiro Ishiuchi              |                                                     |  |
| 2006 | Pumpkin Scissors                                                 | Visconde Wolkins             |                                                     |  |
| 2006 | Buso Renkin                                                      | Shusui Hayasaka              |                                                     |  |
| 2007 | Gurren Lagann                                                    | Kittan                       |                                                     |  |
| 2007 | Over Drive                                                       | Takeshi Yamato               |                                                     |  |
| 2007 | Kishin Taisen Gigantic Formula                                   | Olivier Mirabeau             |                                                     |  |
| 2007 | Big Windup!                                                      | Azusa Hanai                  |                                                     |  |
| 2007 | Devil May Cry                                                    | Ernest                       |                                                     |  |
| 2007 | Nanatsuiro Drops                                                 | Natsume Kisaragi             |                                                     |  |
| 2007 | Sky Girls                                                        | Ryohei Tachibana             |                                                     |  |
| 2007 | Taiho Shichauzo                                                  | Spider                       |                                                     |  |
| 2007 | One Piece                                                        | Puzzle                       |                                                     |  |
| 2007 | Kimi ga Nozomu Eien ~Next Season~                                | Takayuki Narumi              | OVA                                                 |  |
| 2008 | Hatenkō Yūgi                                                     | Soresta                      |                                                     |  |
| 2008 | Porphy no Nagai Tabi                                             | Maximilian                   |                                                     |  |
| 2008 | Special A                                                        | Yahiro Saiga                 |                                                     |  |
| 2008 | Zettai Karen Children: Psychic Squad                             | Shūji Sakaki                 |                                                     |  |
| 2008 | Top Secret: The Revelation                                       | Shinichi Saijo               |                                                     |  |
| 2008 | Junjō Romantica                                                  | Takahiro Takahashi           |                                                     |  |
| 2008 | Antique Bakery                                                   | Atsushi                      |                                                     |  |
| 2008 | Legends of the Dark King: A Fist of the North Star Story         | Judah                        |                                                     |  |
| 2008 | To Aru Majutsu no Index                                          | Stiyl Magnus                 | También participó en su segunda y tercera temporada |  |
| 2009 | Chrome Shelled Regios                                            | Sharnid Elipton              |                                                     |  |
| 2009 | La Corda d'Oro: Secondo Passo                                    | Len Tsukimori                |                                                     |  |
| 2009 | Basquash!                                                        | Falcon Lightwing             |                                                     |  |
| 2009 | Pandora Hearts                                                   | Glen Baskerville             |                                                     |  |
| 2009 | Needless                                                         | Saten, Kannazuki Kyouji      |                                                     |  |
| 2010 | Ōkiku Furikabutte ~Natsu no Taikai-hen~                          | Azusa Hanai                  |                                                     |  |
| 2010 | Duel Masters Cross Shock                                         | Oasis                        |                                                     |  |
| 2010 | Sekirei: Pure Engagement                                         | Nishi Sanada                 |                                                     |  |
| 2010 | Highschool of the Dead                                           | Kōichi Shidō                 |                                                     |  |
| 2010 | Nurarihyon no Mago                                               | Kiyotsube Kyojūji            |                                                     |  |
| 2010 | Panty & Stocking with Garterbelt                                 | Ghost                        |                                                     |  |
| 2010 | Togainu no Chi                                                   | Gunji                        |                                                     |  |
| 2011 | Uta no☆Prince-sama♪                                              | Natsuki Shinomiya            |                                                     |  |
| 2011 | Mayo Chiki!                                                      | Butler B                     |                                                     |  |
| 2011 | Phi Brain: Kami no Puzzle                                        | Diceman                      |                                                     |  |
| 2012 | Shirokuma Cafe                                                   | Sloth                        |                                                     |  |
| 2012 | Inazuma Eleven GO 2: Chrono Stone                                | Alpha                        |                                                     |  |
| 2012 | Hyōka                                                            | Punk                         |                                                     |  |
| 2012 | Shin Sekai Yori                                                  | Kōfū Hino                    |                                                     |  |
| 2012 | Code:Breaker                                                     | Former Code: 05              |                                                     |  |
| 2013 | Zettai Karen Children                                            | Shūji Sakaki                 |                                                     |  |
| 2013 | Amnesia                                                          | Ikki                         |                                                     |  |
| 2013 | Kuroko no Basket 2                                               | Tatsuya Himuro               |                                                     |  |
| 2013 | Attack on Titan                                                  | Jean Kirstein                |                                                     |  |
| 2013 | Yondemasu Yo, Azazel-san                                         | Eurynome                     |                                                     |  |
| 2013 | Gaist Crusher                                                    | Gabbroic                     |                                                     |  |
| 2013 | Magi: The Kingdom of Magic                                       | Lolo                         |                                                     |  |
| 2014 | Nō-Rin                                                           | Kaoru Hanazono               |                                                     |  |
| 2014 | La Corda d'Oro Blue Sky                                          | Chiaki Togane, Len Tsukimori |                                                     |  |
| 2014 | Hamatora                                                         | Torao                        | Capítulo 6                                          |  |
| 2014 | Bakumatsu Rock                                                   | Ryoma Sakamoto               |                                                     |  |
| 2015 | Show by Rock!!                                                   | Crow                         |                                                     |  |
| 2015 | Kuroko no Basket 3                                               | Tatsuya Himuro               |                                                     |  |
| 2015 | Junjō Romantica 3                                                | Takahiro Takahashi           |                                                     |  |
| 2015 | Shingeki! Kyojin Chūgakkō                                        | Jean Kirstein                |                                                     |  |
| 2015 | Hokuto no Ken: Ichigo Aji                                        | Judah                        |                                                     |  |
| 2016 | Bungō Stray Dogs                                                 | Chūya Nakahara               |                                                     |  |
| 2016 | Fukigen na Mononokean                                            | Joumatsu                     |                                                     |  |
| 2016 | Kuromukuro                                                       | Yoruba                       |                                                     |  |
| 2017 | Koi to Uso                                                       | Motoi Yajima                 |                                                     |  |
| 2017 | Shingeki No Kyojin 2                                             | Jean Kirstein                |                                                     |  |
| 2018 | Shingeki No Kyojin 3                                             | Jean Kirstein                |                                                     |  |
| 2019 | Bungō Stray Dogs 3                                               | Chūya Nakahara               |                                                     |  |
| 2019 | Ahiru no Sora                                                    | Kenji "Tobi" Natsume         |                                                     |  |
| 2020 | Pet                                                              | Tsukasa                      |                                                     |  |
| 2021 | My Hero Academia                                                 | Ending                       | Ep. 105                                             |  |
| 2022 | Bastard!!: Heavy Metal and Dark Fantasy                          | Dark Schneider               | ONA                                                 |  |
| 2022 | Mairimashita! Iruma-kun 3                                        | General Furfur               |                                                     |  |
| 2023 | Bungō Stray Dogs 4                                               | Chūya Nakahara               |                                                     |  |
| 2023 | Bungō Stray Dogs 5                                               | Chūya Nakahara               |                                                     |  |
| 2024 | MASHLE Renatus Revol                                             |                              |                                                     |  |

### Doblaje
| Año                         | Papel             | Notas |
| --------------------------- | ----------------- | ----- |
| Twilight                    | Eric              |       |
| The Twilight Saga: New Moon | Eric              |       |
| Hot Shots!                  | Uzi Dung (Uzun)   |       |
| Meteor Garden               | Rui Hanazawa      |       |
| War God Mars                | Rei Kashino       |       |
| Black Rock                  | Column/protagnist |       |
| Four Brothers               | Jack              |       |
| Code Name: Eternity         | Diver             |       |
| Sin rastro                  | Kyle              |       |
| NYPD Blue                   |                   |       |
| Fireman Sam                 |                   |       |
| Robin Hood                  |                   |       |
| Temptation Island           |                   |       |
| Sing                        | Lance             |       |
| Scooby-Doo saga             | Fred Jones        |       |
| The Princess Diaries        | Josh Bryant       |       |
| Growing Pains               |                   |       |
| We Bare Bears               | Panda             |       |

## Discografía
Granrodeo
- Ride on the Edge (2007)
- Instinct (2008)
- Brush the Scar Lemon (2009)
- Supernova (2011)
- Crack Star Flash (2012)

Stella Quintet (Stella Quintet+)
- Crescendo (single) (2006)[18]
- Stella Quintet Players Side (2007)[19]
- 蒼穹のスコア ~The score in blue~ (single) (2009)

Solo
- Daydreamin'  (2005) (Single)
- Warrior (2005) (Single)